# Lừa hoang Atlas
Lừa hoang Atlas (Danh pháp khoa học: Equus africanus atlanticus), còn được biết với tên gọi là Lừa hoang Algeri là một phân loài đã tuyệt chủng của loài lừa hoang châu Phi. Chúng đã được một lần tìm thấy trên khắp Bắc Phi và một phần của sa mạc Sahara. Đó là khi có những đại diện trong một biệt thự bức tranh tường có niên đại ca.300 trong thành cổ Bona, Algeria lúc cuối cùng, và đã bị tuyệt chủng do trò săn bắn thể thao La Mã.

## Tổng quan
Xương di chỉ của chúng đã được tìm thấy trong một số nhà thờ đá ở Maroc và Algérie bởi các nhà khảo cổ bao gồm Alfred Romer (1928-1935) và Camille Arambourg (1931). Trong khi sự tồn tại của một số miêu tả nghệ thuật trên đá và bức khảm La Mã lại không có nghi ngờ về sự tồn tại của lừa hoang châu Phi cổ xưa ở Bắc Phi, nó đã được tuyên bố rằng xương ban đầu đã được sử dụng để mô tả các phân loài atlanticus thực sự thuộc về một hóa thạch của ngựa vằn. Vì vậy, tên khoa học E. a. atlanticus có thể không có giá trị để dẫn chiếu đến các loài lừa hoang Atlas.
Dựa trên bản vẽ cổ xưa, lừa hoang Atlas có sọc trên chân của nó cũng như một cái sọc chéo vai. Trong số các phân loài còn sống của lừa hoang châu Phi, lừa hoang Somali chỉ có sọc chân, và lừa hoang Nubia chỉ sọc vai. Một hoặc cả hai tính năng xuất hiện đôi khi trong con lừa nhà đã thuần hóa, hậu duệ trong nước của lừa hoang châu Phi. Các con lừa hoang Atlas hoang dã đã được tìm thấy trong các khu vực xung quanh dãy núi Atlas, khắp hiện đại ngày Algeria, Tunisia và Morocco. Nó cũng có thể phân bố ở vùng núi đá của sa mạc Sahara, nhưng không phải trong cát được tránh bằng cách thức của lừa hoang.